# Syrie (région historique)
Ne doit pas être confondu avec Syrie (province romaine), Palestine (région), Levant (Proche-Orient) ou Bilad el-Cham.
 (janvier 2025).
- Si vous ne connaissez pas le sujet, laissez ce bandeau (vous pouvez alors contacter les auteurs).
- Si vous supprimez le contenu mis en cause (vous pouvez préalablement contacter les auteurs),

argumentez précisément cette suppression dans la page de discussion
(un manque de référence n'est pas un argument ; une recherche réelle de référence doit avoir été effectuée, être formellement documentée).
 (janvier 2025).

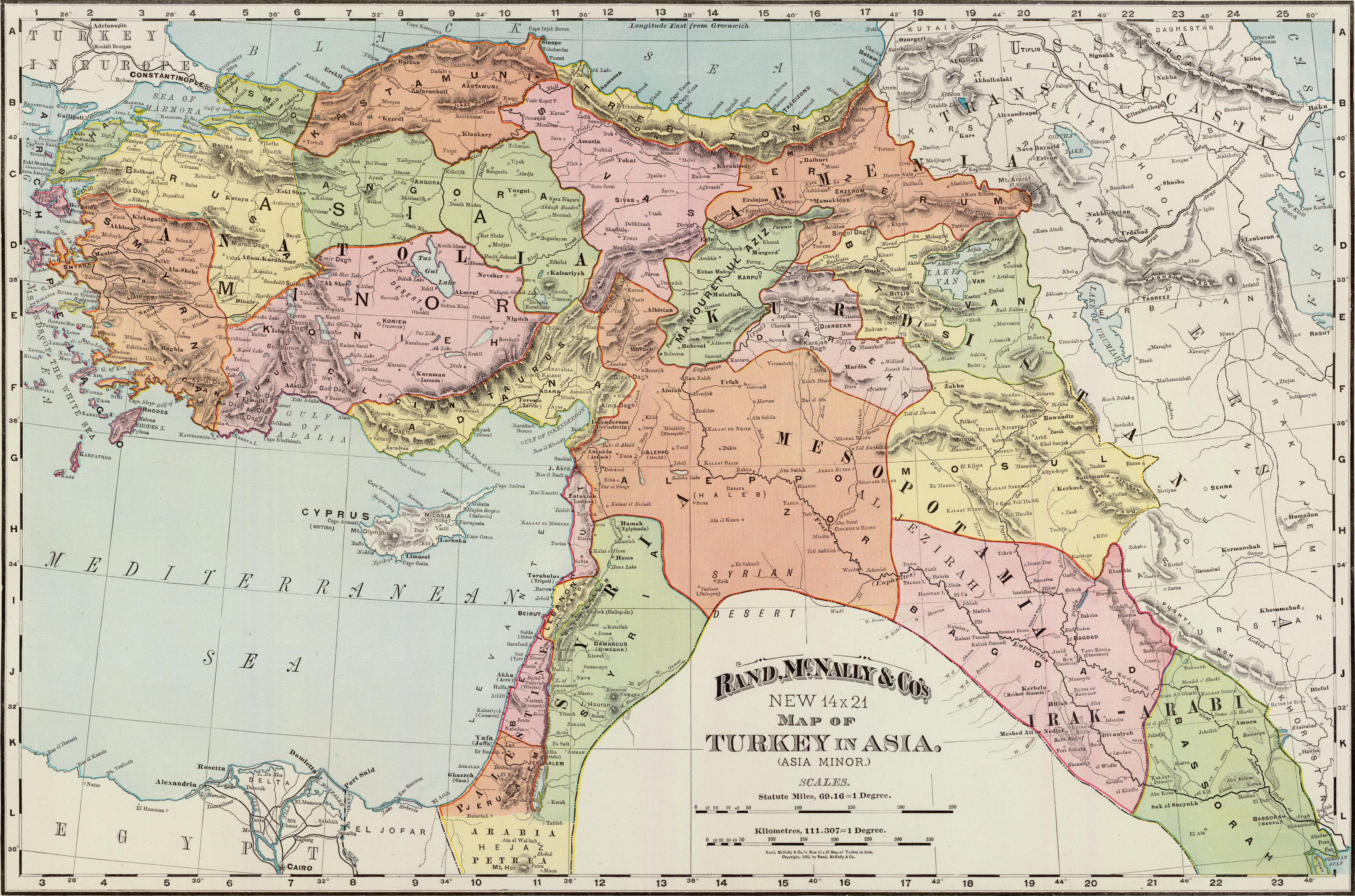
Carte américaine de 1895 de l'Empire ottoman au Proche et Moyen-Orient montrant l'emplacement de la Syrie entourée à l'est par la Mésopotamie, au nord l'Anatolie et le Kurdistan, au sud l'Égypte et l'Arabie et à l'ouest la mer Méditerranée.

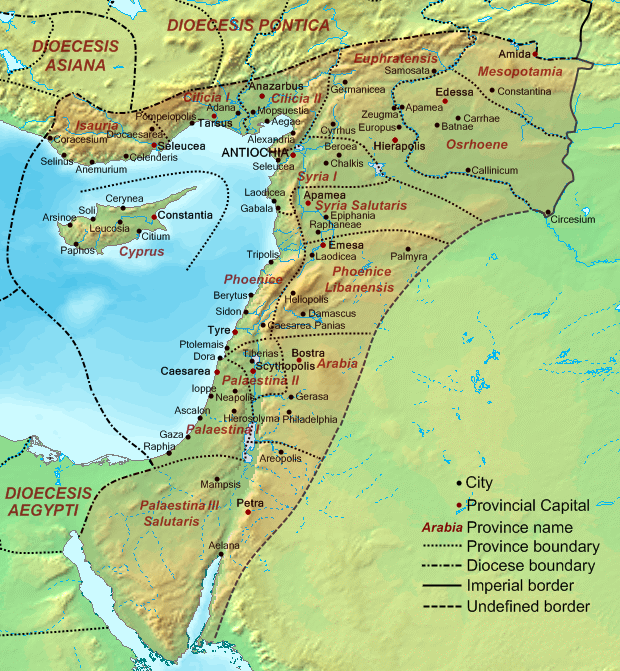
Diocèse d'Orient (330-650~)

La Syrie, en louvite Sura/i, en phénicien ʔšr, en grec ancien Συρία, aussi appelée dans la littérature moderne Grande Syrie ou Syrie-Palestine, est une région historique antique du Proche-Orient parfois identifiée plus ou moins au Levant ou au Bilad el-Cham (en arabe : بلاد الشام)[réf. nécessaire].
On considère généralement qu'elle comprend les territoires des États actuels de Syrie, du Liban, de Jordanie, de Palestine et d'Israël, Irak exclu. La Syrie a été contrôlée par de nombreuses puissances et habitée par différents peuples (Égyptiens anciens, Cananéens, Juifs, Assyriens, Babyloniens, Phéniciens, Grecs anciens, Romains, Byzantins, Arabes, Turcs et Européens).

## Géographie
Dans le sens historique le plus courant, « Syrie » désigne tout le nord du Levant, y compris Alexandrette et l'ancienne ville d'Antioche ou, dans un sens étendu, tout le Levant jusqu'au sud de l'Égypte romaine, mais n'incluant pas la Mésopotamie. La zone de la "Grande Syrie" (سُوْرِيَّة ٱلْكُبْرَىٰ, (Sūrīyah al-Kubrā); également appelée "Syrie naturelle" (سُوْرِيَّة ٱلطَّبِيْعِيَّة, {Sūrīyah aṭ-Ṭabīʿīyah) ou "Terre du Nord" (بِلَاد ٱلشَّام, bilād ash-Shām), s'étend à peu près sur la province Bilad al-Sham des califats arabes médiévaux, qui englobe la Méditerranée orientale (ou Levant) et la Mésopotamie occidentale. 
Depuis la fin de la Seconde Guerre mondiale et la création d'Israël, l'antique « Syrie » correspond en tout ou partie à Israël, aux territoires palestiniens, à la Jordanie, au Liban, à la Syrie, au sud de la Turquie, à l'extrémité occidentale de l'Irak et à l'extrémité septentrionale de l'Arabie saoudite, incluant parfois Chypre.

## Histoire

Syrie au

La plus ancienne mention de ce toponyme se trouve dans un manuscrit en louvite du VIIIe siècle av. J.-C. avec le mot « Sura/i » traduit en phénicien par « ʔšr ». Au Ve siècle av. J.-C., Hérodote délimite la Syrie au nord par le fleuve Halys dans le centre de l'Anatolie et au sud par l'Égypte et l'Arabie. Pour Pline l'Ancien et Pomponius Mela au Ier siècle, la Syrie correspond au Croissant fertile. Dans la fin de l'Antiquité, les auteurs de l'époque bordent la région à l'ouest par la mer Méditerranée, à l'est par l'Euphrate, au nord par les monts Taurus et au sud par le désert d'Arabie. Dans l'Ancien Testament, le Ras Kouroun, un petit sommet, marque la frontière entre l'Égypte et la Syrie.
La conquête musulmane du Levant au VIIe siècle a donné naissance à cette province, qui couvrait une grande partie de la région de la Syrie, et en est venue à chevaucher largement ce concept. 
D'autres sources indiquent que le terme Grande Syrie a été inventé pendant l'Empire ottoman, après 1516, pour désigner la zone approximative incluse dans l'actuelle Palestine, Syrie, Jordanie, Liban , et Israël.

Syrie intégrale (1915)

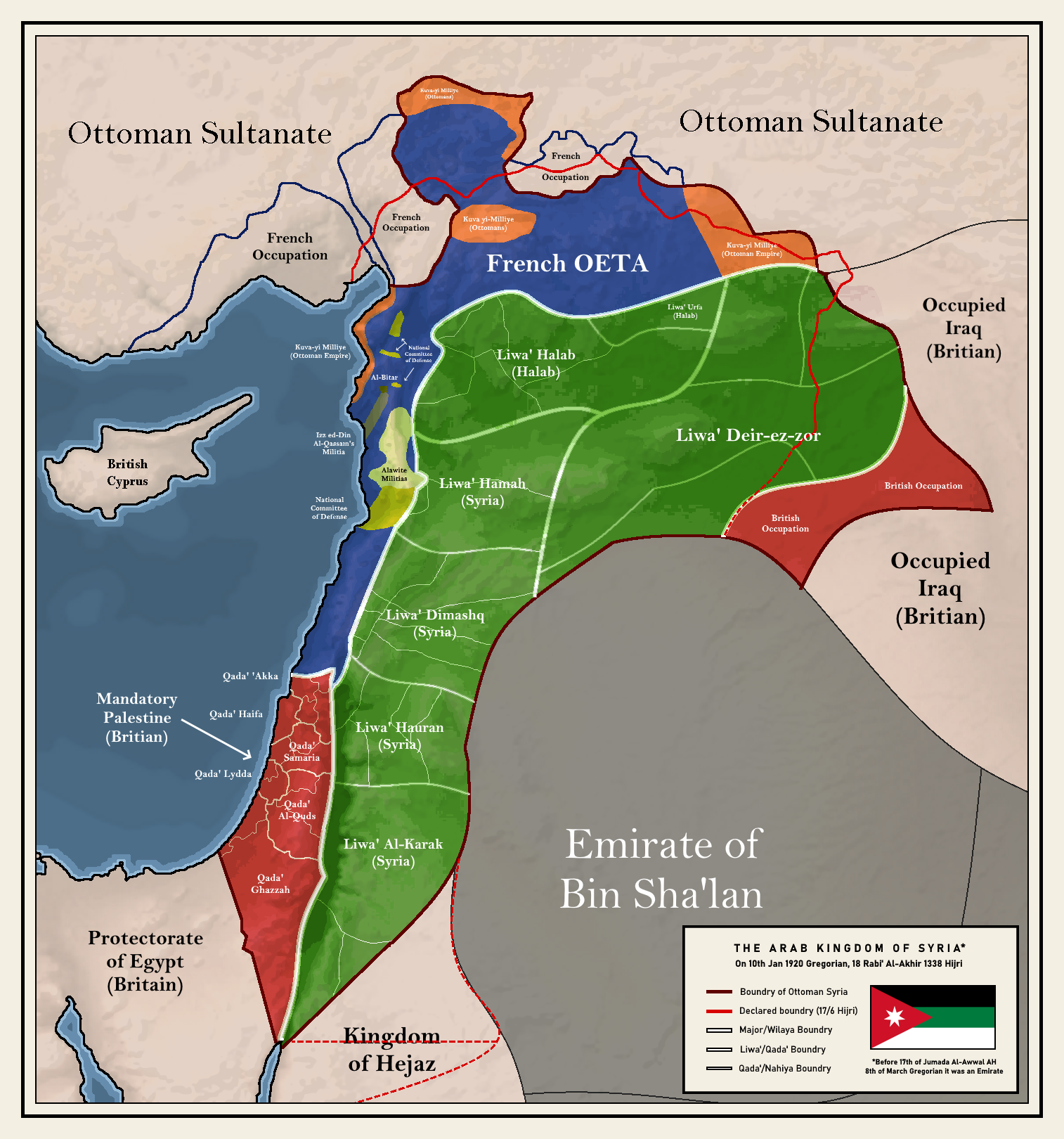
Royaume arabe de Syrie (1920)

Ce toponyme antique est repris par la suite pour nommer les royaumes néo-hittites, les provinces romaines de Syrie, qui deviendra la Cœlé-Syrie puis la Syrie-Phénicie, et de Syrie-Palestine, le vilayet ottoman de Syrie, le Royaume arabe de Syrie, la Syrie mandataire, la République syrienne puis la Syrie actuelle.
L'incertitude dans la définition de l'étendue de la "Syrie" est aggravée par la confusion étymologique des noms à consonance similaire Syrie et Assyrie. La question de l'identité étymologique ultime des deux noms reste ouverte aujourd'hui, mais quelle que soit l'étymologie, les deux noms ont souvent été considérés comme échangeables ou synonymes depuis l'époque d'Hérodote. Cependant , dans l'Empire romain, « Syrie » et « Assyrie » ont commencé à désigner deux entités distinctes, la Syrie romaine et l'Assyrie romaine.

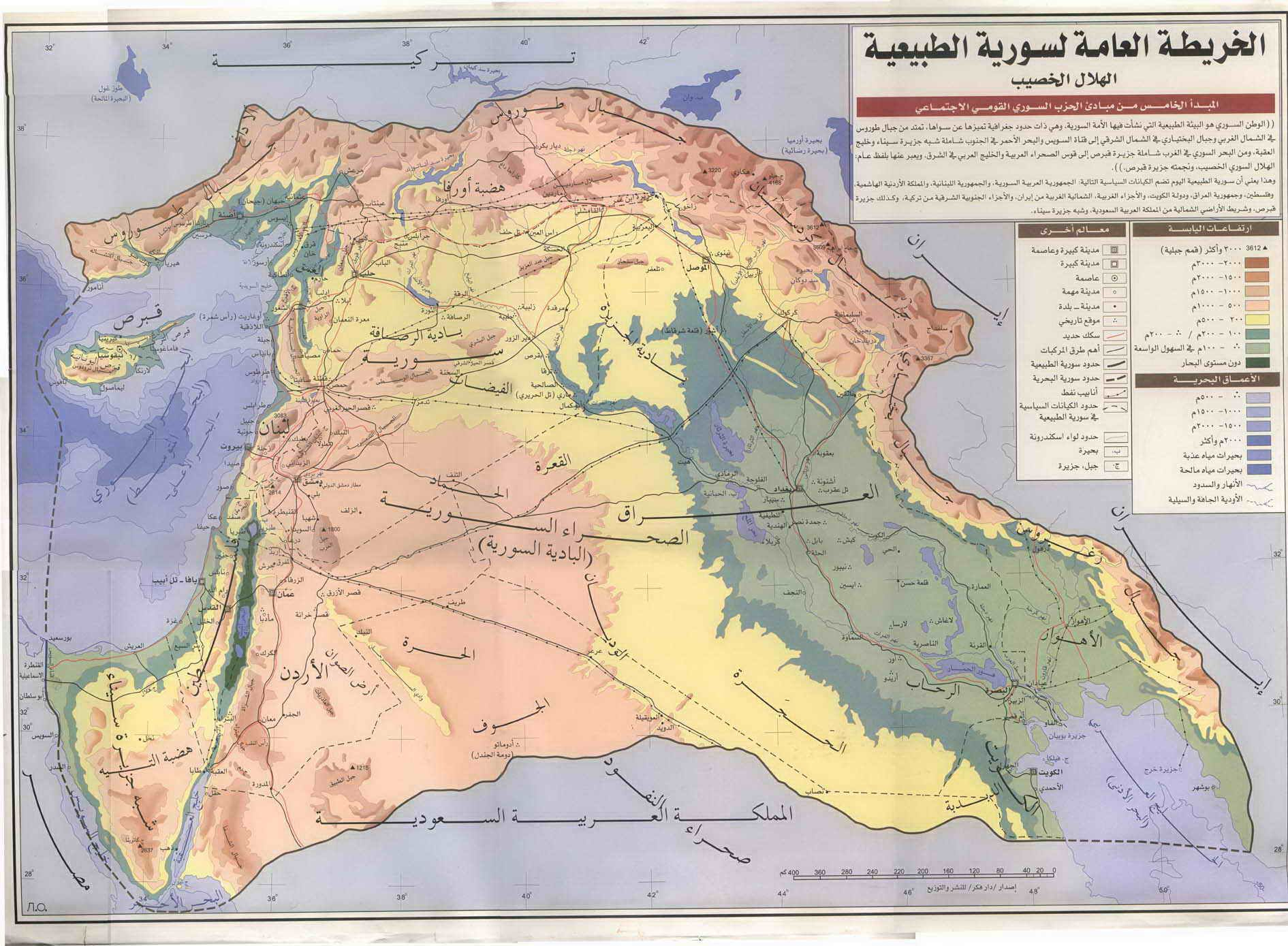
Carte de la Grande Syrie selon Saadé

Selon une idéologie syrienne nationaliste, développée par Antoun Saadé (1904-1949), fondateur libanais en 1932 d'un parti fasciste[réf. nécessaire], le Parti social nationaliste syrien, la Grande Syrie serait l'environnement géographique dans lequel la Syrie a historiquement évolué.  À l'origine considéré comme coïncidant avec les frontières historiques de la Syrie telles que décrites au-dessus, Saadé y ajouta l'Irak, le Koweït et Chypre. Il a désigné ce qu'il considérait être les frontières naturelles de la région, comme allant des monts Taurus au nord-ouest, aux monts Zagros au nord-est, en passant par le canal de Suez et la mer Rouge au sud, tout en incluant la péninsule du Sinaï et le golfe d'Aqaba et l'île de Chypre et enfin passant par l'arc du désert d'Arabie et du golfe Persique à l'est.